# Omar D. Conger
Omar D. Conger (Cooperstown, 1818. április 1. – Ocean City, 1898. július 11.) az Amerikai Egyesült Államok szenátora (Michigan, 1881–1887).